# 只野康夫
只野康夫（ただの やすお、1939年 - ）は、日本の建築家。法政大学多摩キャンパス、国際科学技術博覧会テーマ館、出光興産中央研究研究所、IHI豊洲センタービル、博多リバレインあるいはMM21パシフィコ横浜（国際会議場・展示場・ホテル複合施設）などを手がけたことで知られている。

## 経歴
- 1939年 神奈川県藤沢市に生まれ、岩手県江刺郡玉里村（現・奥州市）で育つ。
- 1958年 岩手県立水沢高等学校卒業。
- 1964年 東京工業大学理工学部建築学科卒業。
- 1964年 日建設計工務株式会社（現・株式会社日建設計）入社。
- 1970年 株式会社日建ハウジングシステム出向（2年間）。
- 1987年 設計部長。以降、大阪第二設計事務所長、取締役東京本社副代表、代表取締役専務執行役員（経営管理担当）、北海道日建設計会長などを歴任して2005年3月退任。
- 1991年 優良消防防災システム表彰（みやぎ産業交流センター 夢メッセみやぎ）。
- 1992年 神奈川県建築コンクール一般建築部門・優秀賞（パシフィコ横浜 / ヨコハマグランドインターコンチネンタルホテル）。
- 1992年 ショップシステムコンペティション（ヨコハマグランドインターコンチネンタルホテル）。
- 1993年 日経ニューオフィス賞ニューオフィス推進賞（豊洲センタービル）。
- 1993-1994年 堺市都市景観アドバイザー 。
- 1994年 神奈川県下優良建築物表彰一般建築部門優秀賞（国立横浜国際会議場）。
- 1995年 北米照明学会賞・国際照明学会賞（国立横浜国際会議場）。
- 1995-1997年 東京工業大学非常勤講師（建築設計製図）。
- 2005年 スタジオmanu を主宰し現在にいたる。

## 主な作品
- 法政大学多摩キャンパス
- 沖縄海洋博覧会海洋文化館
- 国際科学技術博覧会テーマ館
- 埼玉厚生年金休暇センター
- 出光興産中央研究所
- 積水化学工業筑波研究所
- 京浜急行第一ビル
- IHI豊洲センタービル
- 博多リバレイン（下川端再開発事業／商業・美術館・業務・住宅・ホテルの複合施設）
- みやぎ産業交流センター（夢メッセみやぎ）
- MM21パシフィコ横浜（国際会議場・展示場・ホテル複合のコンベンションセンター）
- 住友金属十余二社宅（工業化工法による高層住宅）
- 銀座並木通りリニューアル（並木通り4～8丁目環境整備事業）

## 所属団体
- 社団法人日本建築家協会（1987年 - 2010年）
- 社団法人日本建築学会（1985年 - ）
- 社団法人東京建築士会（2000年 - 2005年）

## 著書
- 日本経済の難問を解く
- 建設人ハンドブック
- 北海道の建築